# Manuel Pellegrini
Pour les articles homonymes, voir Pellegrini.
Manuel Pellegrini, surnommé El Ingeniero (« l'ingénieur »), né le 16 septembre 1953 à Santiago au Chili, est un footballeur international chilien devenu entraîneur. De 2013 à 2016, il est l'entraîneur de Manchester City avec qui il remporte la Premier League en 2014.

## Biographie
Manuel Pellegrini est issu d'une famille d'origine italienne de la région de Basilicate. Il est né à Santiago et a ensuite été diplômé en construction civile (pas ingénierie civile) à l'Université pontificale catholique du Chili en 1979. 
Il a été entraîneur du club espagnol Villarreal CF (aussi surnommé le sous-marin jaune) de 2004 à 2009. 
Il a été choisi pour succéder à Juande Ramos en tant qu'entraîneur du Real Madrid par le président madrilène Florentino Pérez qui le présente comme « un professionnel intelligent, travailleur, équilibré, qui prend soin du ballon et qui propose toujours un football élégant et de bon goût ».
Cependant, le 26 mai 2010, à la suite d'une très belle saison en championnat mais décevante en coupe et en Ligue des champions, le président du Real Madrid Florentino Pérez annonce son licenciement.
À partir du 3 novembre 2010, il entraîne l'équipe espagnole du Málaga CF. À la fin de la saison 2010-2011 il terminera onzième, grâce notamment à l'arrivée du cheikh Abdullah Bin Nasser Al-Thani de la famille royale qatarie.
Durant la saison 2011-2012, il termine 4e avec la même équipe, ce qui lui permet de se qualifier pour la Ligue des champions. Manuel Pellegrini mène le Málaga CF jusqu'en quart de finale de la Ligue des champions en 2013, après avoir terminé en tête de son groupe. Manuel Pellegrini annonce son départ le 22 mai 2013.
Le 15 juin 2013, il s'engage alors avec Manchester City pour trois ans, où il succède a l'italien Roberto Mancini. Il termine sa première saison avec Manchester City en effectuant un doublé Coupe de la Ligue anglaise - Championnat anglais.
Le 7 août 2015, Manchester City annonce que Pellegrini prolonge son contrat avec le club d'une année supplémentaire, liant ainsi le chilien avec les citizens jusqu'en 2016. Il est remplacé par Pep Guardiola en provenance du Bayern Munich à la fin de l'exercice 2015-2016. L'annonce anticipée de son départ entraîne une fin de saison mitigée pour le club qui perd la course au titre et finit 4e derrière l'improbable champion de cette année-là : Leicester City. Les Citizens se qualifient malgré tout pour les demi-finales de la Ligue des champions pour la première fois de leur histoire, éliminant notamment le Paris Saint-Germain avant d'être battus par le Real Madrid.
Nommé entraîneur du Hebei China Fortune en août 2016, il quitte son poste le 19 mai 2018, après une victoire contre Chongqing Lifan (2-1). Il est nommé entraîneur de West Ham United trois jours plus tard. En raison des résultats décevants des Hammers lors de la première partie de saison 2019-2020, il est officiellement limogé de ses fonctions, le 28 décembre 2019.
Le 9 juillet 2020, Manuel Pellegrini est nommé entraîneur du Real Betis Balompié,.

## Palmarès

### Joueur
Universidad de Chile
- Coupe du Chili
  - Vainqueur : 1979.

### Entraîneur
Avec Manchester City, il réalise le doublé Premier League et Coupe de la ligue en 2014. Il remporte la Coupe de la ligue en février 2016 en battant Liverpool aux tirs au but (3-1 TAB).
|  |  | LDU Quito - Champion d'Équateur - Vainqueur : 1999 |  | San Lorenzo - Champion d'Argentine - Vainqueur : 2001 - Copa Mercosur - Vainqueur : 2001 |  | CA River Plate - Champion d'Argentine - Vainqueur : 2003 |  | Villarreal - Coupe Intertoto - Vainqueur : 2004 |  | Manchester City - Coupe de la Ligue anglaise - Vainqueur : 2014 et 2016 - Premier League - Vainqueur : 2014 |  | Real Betis - Coupe d'Espagne - Vainqueur : 2022 |

### Distinction personnelle
- Trophée Miguel Muñoz : 2008 et 2022.